# 密勒氏喉盤魚
米勒喉盤魚（學名：Gobiesox milleri），為輻鰭魚綱喉盤魚目喉盤魚科喉盤魚屬的其中一種，分布於中東太平洋的哥斯大黎加海域，深度0至5公尺，本魚呈蝌蚪形，頭寬，凹陷，頭上乳突發達，裂片狀，上唇緣2排，唇中央有2個非常小的乳突，下頜後頭下方有1個小乳突，上唇寬，前面比兩側寬得多，後鼻孔在眼前部上方，前鼻孔有大的雙葉瓣，上頜外側各有一排不規則的尖齒，後方有一排不規則的牙齒，犬齒沿身體兩側排列，下頜牙齒2排，外排較大，前面有5-7對圓形門牙，後排有一排大犬齒，腹鰭喉位，與周圍的皮褶特化成一吸盤，吸盤較大，前部、中央及後部均有一塊乳突，背鰭鰭條13枚、臀鰭鰭條10枚、胸鰭鰭條25枚、尾鰭鰭條12枚，上體及體側淺色，有散佈的黑色斑紋，頭部前方有密集的黑色斑點，體側有短黑色條紋，背鰭和臀鰭有兩條明顯的黑色條紋，尾鰭基部有一條深色橫帶，體長可達4.2公分，屬底棲性魚類，棲息在岩礁區，生活習性不明。